# 도살자 (2009년 영화)
《도살자》(영어: The Butcher)는 미국에서 제작된 제시 V. 존슨 감독의 2009년 액션 스릴러 영화이다. 에릭 로버츠 등이 출연하였고, 찰스 아서 버그 등이 제작에 참여하였다.

## 출연진
- 에릭 로버츠
- 로버트 다비
- 키스 데이비드
- 제프리 루이스
- 이리나 비에르클룬드
- 마이클 아이언사이드
- 보킴 우드바인
- 기예르모 디아스
- 폴 딜런
- 제리 트림블
- 찰스 아서 버그
- 줄리 카먼
- 버넌 웰스